# Extrême-Nord
Hoher Norden (französisch Extrême-Nord bzw. englisch Far North) ist eine Region Kameruns mit der Hauptstadt Maroua.

## Geografie
Die Region liegt im Norden des Landes und hat die Form eines Gebietskorridors. Sie grenzt im Norden, Osten und Südosten an den Tschad, im Südwesten an die Region Nord und im Westen an Nigeria. Die Topographie der Region wird im Süden vom Mandara-Gebirge, im Mittelteil vom Flachland der Waza-Ebene und den Firki-Ebenen des Tschadbeckens im Norden bestimmt. Der Grenzverlauf zu Nigeria wird vom Flussverlauf des El Beid markiert, der zum Tschad bilden die Flüsse Logone und Schari. Im Norden hält die Provinz noch kleinere Anteile an der freien Wasserfläche des Tschadsees. Die Provinz hat durch ihre großen Überflutungsgebiete eine große ökologische Bedeutung, so wurden bereits in den 1930er Jahren zwei Nationalparks eingerichtet. Es handelt sich um den 45 km² großen Kalamalou-Nationalpark im Norden und den 1700 km² großen Waza-Nationalpark im Südwesten.

## Bevölkerungsentwicklung
Seit dem Jahr 1976 hat sich die Einwohnerzahl beinahe verdreifacht.
| Jahr           | Einwohnerzahl |
| -------------- | ------------- |
| Zensus 1976    | 1.394.765     |
| Zensus 1987    | 1.855.695     |
| Zensus 2005    | 3.111.792     |
| Schätzung 2015 | 3.993.000     |

## Politische Gliederung

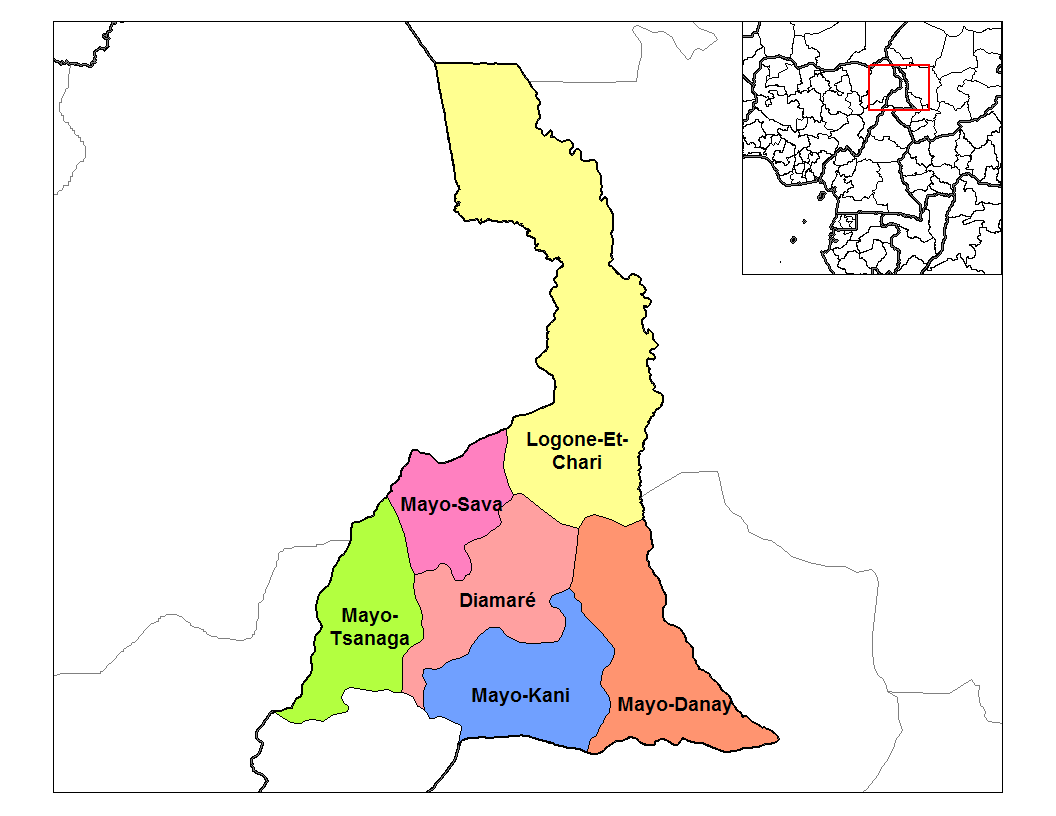
Départements im Hohen Norden Kameruns

Die Region ist in 6 Département unterteilt. In der unteren Tabelle ist dem jeweiligen Département die Hauptstadt zugeordnet.

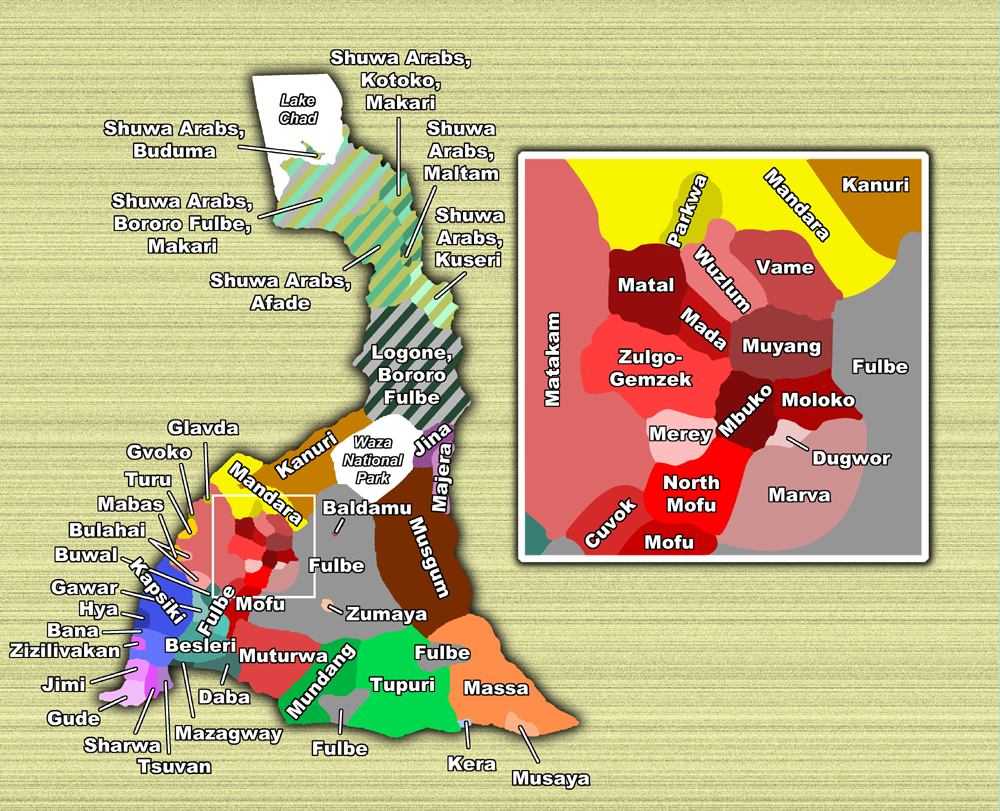
Völker im Hohen Norden Kameruns

| Département     | Hauptstadt | Einwohner 2005 | Fläche in [km²] | Bevölkerungsdichte 2005 [Einwohner/km²] |
| --------------- | ---------- | -------------- | --------------- | --------------------------------------- |
| Diamaré         | Maroua     | 642.227        | 4665            | 138                                     |
| Mayo-Kani       | Kaélé      | 404.646        | 5033            | 80                                      |
| Logone-et-Chari | Kusseri    | 486.997        | 12.133          | 40                                      |
| Mayo-Danay      | Yagoua     | 529.061        | 5303            | 100                                     |
| Mayo-Sava       | Mora       | 348.890        | 2736            | 128                                     |
| Mayo-Tsanaga    | Mokolo     | 699.971        | 4393            | 159                                     |
| Gesamt          |            | 3.111.792      | 34.263          | 117                                     |

## Geschichte
Die Region (bis 2008 Provinz) entstand 1983 mit der Aufteilung der Provinz Nord (North) in die Provinzen Adamaua, Hoher Norden und die heutige Region Nord (North).